# ويتشول

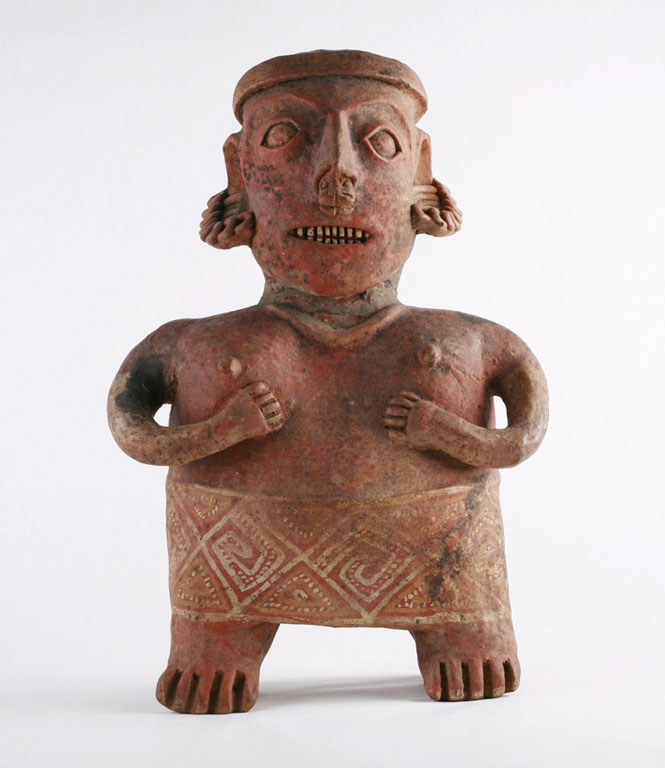
تمثال من قبر ناياريت في المجموعة الدائمة لمتحف الأطفال في إنديانابوليس

ويتشول (بالإسبانية: HUICHOL)‏ (وهو محرف من اسمهم الأصلي فيشاليكا أو فيراريكا وتعنى الأطباء أو المعالجين) قبيلة هندية في أمريكا الشمالية تعيش في المكسيك وهي تقطن المناطق الجبلية شرق نهر تشابالاغانا في خاليسكو، والتقاليد تعزو أصلهم إلى الجنوب، أما اسمهم وهو المعالجون فاكتسبوه بأن كان ربعهم من الشامان (المعالجون عن طريق السحر والظواهر الخفية). وحالتهم الاجتماعية هي نفسها منذ زمن الأزتك، وكان قد غزهم الإسبان عام 1722.

## موقعهم الجغرافي
يقول شعب الويتشول أنهم نشأوا في ولاية سان لويس بوتوسي. مرة كل سنة، يقوم بعض الويتشول برحلة إلى سان لويس، موطن أجدادهم، لأداء احتفالات «ميتوتي بيوتي» (هيكوري، بحسب لغة ويكساريكا). تسكن هذه القبيلة القديمة أعماق جبال وسط المكسيك، وقد عاشت هناك لمدة 15 ألف عام على الأقل بحسب التأريخ الكربوني للرماد المستخرج من مواقدهم المقدسة.
تنتمي مجتمعات الويتشول الرئيسية الثلاثة إلى بلدية ميزكويتيك وجاليسكو وتسمى سان سيباستيان تيبونواسلان وسانتا ماريا كويسكسكوماتيلان وسان اندريس كوامياتا. تشمل مجتمعات ويسكساريكا الأخرى غوادالوبي أوكوتان وسانتا كاترينا وتوكسبان دي بولانوس في هاليسكو. لكن يعيش حوالي 7000 فقط من الويكساتريتاري في وطنهم، مقابل حوالي 13 ألف هاجروا إلى أماكن أخرى داخل ناياريت، وما يزال آخرون يعيشون في لا سييرا دي لي ييسكا.

## الديانة والميثولوجيا
يتألف دين الويتشول من أربعة آلهة رئيسية: ثالوث الذرة والغزال الأزرق وصبار وليمز بالإضافة إلى النسر، ويندرون جميعًا من إله الشمس، «تاو جريكو». يحتفظ معظم شعب الويتشول بالمعتقدات التقليدية ويقاومون كافة أشكال التغيير.

## مشاكلهم المعاصرة

### حرية المعتقد
يُعرف الويكساريتاري بين علماء الأنثروبولوجيا لتقليدهم الطويل في رفض التأثيرات الكاثوليكية وسشاستمرار ممارساتهم الشامانية التقليدية. في الواقع، حارب هؤلاء، جنبًا إلى جنب  مع اللكاندونيين والأقليات العرقية الأخرى في البلاد، في سبيل حريتهم الدينية والثقافية منذ وصول المستعمرين الإسبان. غالبًا ما صُوّرت هذه الأقليات العرقية على أنها غير موجودة أو هامشية للغاية بسبب الصورة النمطية المكونة عن السكان الأصليين في المكسيك والتي تعتبرهم من الروم الكاثوليك. كما تعرض سكان ويكساريكا للتمييز ولانتهاكات ضد حقوق السكان الأصليين، حتى أنهم جردوا من أراضيهم على أساس عدم مشاركتهم نفس العقيدة الدينية للمستعمرين. منذ عقدين من الزمن، شهدت ثقافة الويكساريكا تأثيرًا متزايدًا للبروتستانت الإنجيليين في الولايات المتحدة الذين، من خلال بناء الكنائس ومساعدة المجتمع ماليًا، شقوا طريقهم إلى تقاليد الويكساريكا.

### التعدين واستخراج المواد الأولية
تشتري حاليًا شركة التعدين الكندية فيرست ماجستيك سيلفر أحد جبالهم المقدسة، ويريكوتا، المهم في الهجرة الاحتفالية وقطاف صبار وليمز ورقصات الغزلان. في 27 أكتوبر 2000، أعلنت منظمة الأمم المتحدة للتربية والعلوم والثقافة (اليونسكو) أن هذا الموقع منطقة محمية لأهميته كطريق ثقافي ولاحتوائه أنواع نباتية وحيوانية مستوطنة. قبل تجمع اعتراضي شارك فيه 60.000 شخص في ويريكوتا فست يوم 26 مايو 2012، أعلنت فيرست ماجستيك سيلفر أنها أعادت بعض امتيازات التعدين الخاصة بها إلى احتياطي التعدين الوطني لحماية ويريكوتا، لكن المجلس الإقليمي فضح الخطوة معترًا إياها مهزلة. في وقت لاحق، أي في 9 يونيو عام 2001، أعلن الجبل موقعًا وطنيًا مقدسًا بموجب قانون الحماية الطبيعية لولاية سان لويس بوتوسي. قررت شركة فيرست ماجستيك الكندية شراء حقوق التعدين في 13 نوفمبر عام 2009 مع امتلاكها 80% من الأراضي في المحمية.